# Търновле при Целю
Търновле при Целю (на словенски: Trnovlje pri Celju) е село в Словения, Савински регион, община Целе. Според Националната статистическа служба на Република Словения през 2015 г. селото има 1228 жители.